# Rio Jordan

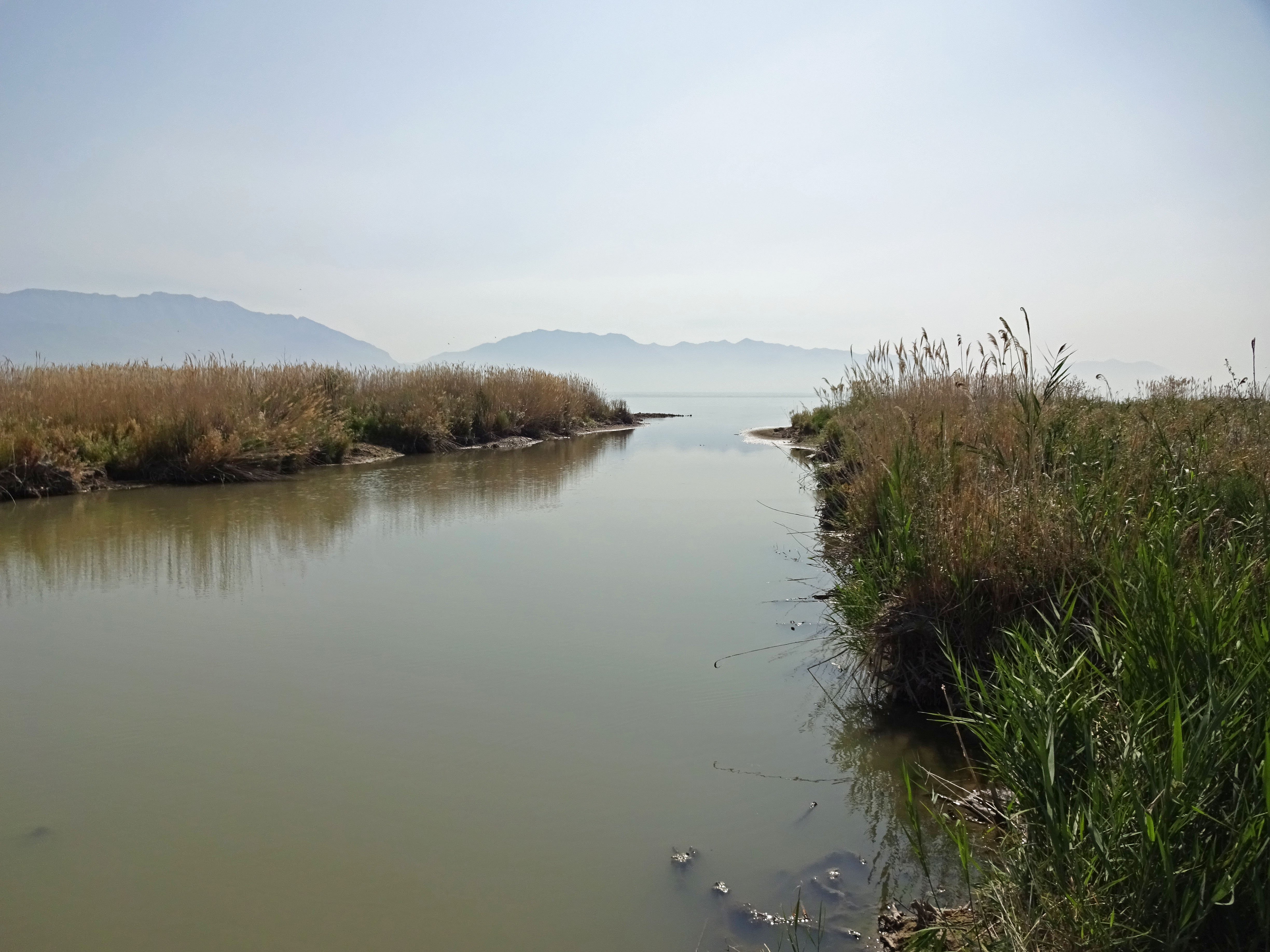
Uma imagem do Rio Jordan em Utah.

O Rio Jordan, localizado no estado de Utah, posui 82 km de comprimento. Regulado por bombas em suas cabeceiras no Lago Utah, flui para o norte através do Salt Lake Valley e deságua no Great Salt Lake. Quatro das seis maiores cidades do estado fazem fronteira com o rio: Salt Lake City, West Valley City, West Jordan e Sandy. Mais de 1 milhão de pessoas vivem na sub-bacia do Jordan River.

## Fonte
Fonte: <https://hiddenwater.org/jordanRiver.html>